# Göncska beczka
Göncska beczka (j. węgierski gönci hordó) – odmiana baryłki; dębowa albo akacjowa beczka o objętości 136,6 litrów, rozpowszechniona w handlu winami tokajskimi z Polską, którego ośrodkiem było miasto Gönc.
W różnych okresach oznaczała: do początku XVII wieku 352,5 l, w XVII wieku 201,44 l, w XVIII wieku 151,07 l, od 1807 r. 147,73 l. 1 baryłka Gönc miała 2,5 akó – wiadra (niem. Eimer).